# معصوم‌آباد (نور)
معصوم آباد، روستایی است از توابع بخش چمستان شهرستان نور در استان مازندران ایران.
روستای معصوم آباد از توابع شهرستان نور جزو دهستان میانرود در بخش چمستان واقع شده است. 
روستای معصوم آباد از شمال به اراضی کشاورزی و جنگلی و روستای نرگس کتی، از جنوب به روستای شیرکلا، از شرق به روستای تازه آباد و از غرب به اراضی کشاورزی و جنگلی محدود می گردد.
این روستا از جاده آمل به چمستان با ۳ کیلومتر جاده فرعی اختصاصی قرار دارد و از شهر آمل ۱۸ کیلومتر و از شهر چمستان ۱۲ کیلومتر و از شهر نور ۳۳ کیلومتر فاصله دارد. همچنین از راه فرعی داخل جنگل ۱۳ کیلومتری دریا و شهر محمود آباد می باشد.

## جمعیت
این روستا در دهستان میان‌رود (نور) قرار دارد و براساس سرشماری مرکز آمار ایران در سال ۱۳۸۵، جمعیت آن ۷۳۵ نفر (۱۹۱خانوار) بوده‌است.